# Karl-Heinz Grasser
Karl-Heinz Grasser (Klagenfurt, 2 de Janeiro de 1969) é um político austríaco. (FPÖ, ÖVP)
Karl-Heinz Grasser foi ministro das finanças de Fevereiro de 2000 até Janeiro de 2007. Ele saiu do Partido da Liberdade da Áustria em 2002. Depois, ele foi independente no Partido Popular Austríaco.
Karl-Heinz Grasser é casado com Fiona Pacifico Griffini e tem uma filha.